# Schweyen
Pour l’article homonyme, voir Blies-Schweyen.
Schweyen [ʃvajɛn] est une commune française située dans le département de la Moselle, en Lorraine, dans la région administrative Grand Est. Le village fait partie du pays de Bitche et du bassin de vie de la Moselle-Est.

## Géographie

### Localisation
Le village se situe en pays découvert, sur la route de Bitche (16 km) à Deux-Ponts (15 km). Le village, reconstruit après la Seconde Guerre mondiale, s'étend de façon linéaire en direction de l'Allemagne, la frontière se trouvant à mille cinq cents mètres seulement au nord.

### Géologie et relief
Commune membre du parc naturel régional des Vosges du Nord.
Les maisons, restaurées ou rebâties, sont groupées le long de l'unique rue, dans un désordre apparent, mais la reconstruction a respecté les volumes et les matériaux originels du bâti.
La commune se compose de 40,53 hectares de territoires artificialisés (5,73 %), 484,85 hectares de territoires agricoles (68,58 %) et 181,78 hectares de forêts et milieux semi-naturels (25,71 %).
Espaces naturels :
- Six espaces protégés hors Natura 2000 :

Terrain acquis (ou assimilé) par un Conservatoire d'espaces naturels,
Terrain géré (location, convention de gestion) par un Conservatoire d'espaces naturels,
Réserve de Biosphère, zone centrale,
Réserve de Biosphère, zone tampon,
Réserve de Biosphère, zone de transition,
Parc naturel régional.
- Deux zones naturelles d'intérêt écologique, faunistique et floristique (Znieff) :

Rivière La Horn de Walscbronn à Bousseviller,
Vergers de Loutzviller et d'Eschviller.
Géologie : Carte géologique ; Coupes géologiques et techniques

### Sismicité
Commune située dans une zone de sismicité 2 faible.
| Hornbach (Allemagne)      | Mauschbach (Allemagne)   | Dietrichingen (Allemagne) |
| Brenschelbach (Allemagne) | Schweyen                 | Rolbing                   |
|                           | Loutzviller, Breidenbach | Walschbronn               |

### Hydrographie et les eaux souterraines
La commune est située dans le bassin versant du Rhin au sein du bassin Rhin-Meuse. Elle est drainée par la Horn, le Schwalbach et le ruisseau le Weiherbach.
La Horn, d'une longueur totale de 27,6 km, prend sa source dans la commune de Bitche, traverse huit communes française, puis pousuit son cours dans le Land de Rhénanie-Palatinat en Allemagne où il conflue avec le Schwarzbach.
Le Schwalbach, d'une longueur totale de 23,4 km en France, prend sa source dans la commune de Lemberg traverse onze communes françaises puis, au-delà de Schweyen, poursuit son cours en Allemagne où il se jette dans la Horn.

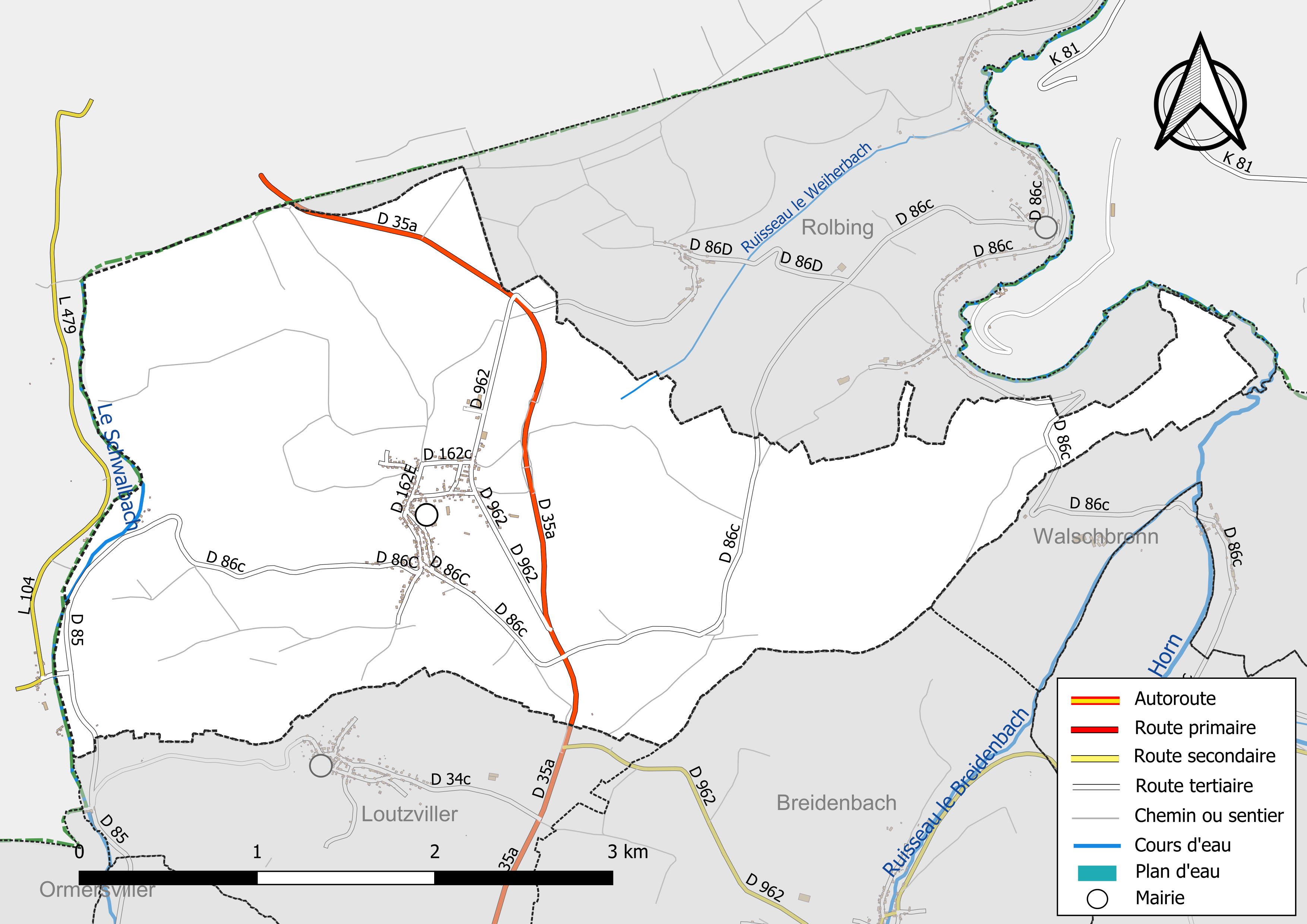
Réseaux hydrographique et routier de Schweyen.

La qualité des eaux des principaux cours d’eau de la commune, notamment de la Horn et du Schwalbach, peut être consultée sur un site spécial géré par les agences de l’eau et l’Agence française pour la biodiversité.

### Climat
Pour des articles plus généraux, voir Climat du Grand Est et Climat de la Moselle.
En 2010, le climat de la commune est de type climat des marges montargnardes, selon une étude du Centre national de la recherche scientifique s'appuyant sur une série de données couvrant la période 1971-2000. En 2020, Météo-France publie une typologie des climats de la France métropolitaine dans laquelle la commune est exposée à un climat semi-continental et est dans la région climatique  Vosges, caractérisée par une pluviométrie très élevée (1 500 à 2 000 mm/an) en toutes saisons et un hiver rude (moins de 1 °C). 
Pour la période 1971-2000, la température annuelle moyenne est de 9,5 °C, avec une amplitude thermique annuelle de 17,1 °C. Le cumul annuel moyen de précipitations est de 919 mm, avec 11,4 jours de précipitations en janvier et 9,6 jours en juillet. Pour la période 1991-2020, la température moyenne annuelle observée sur la station météorologique de Météo-France la plus proche, « Volmunster », sur la commune de Volmunster à 5 km à vol d'oiseau, est de 10,2 °C et le cumul annuel moyen de précipitations est de 760,1 mm. 
La température maximale relevée sur cette station est de 37,6 °C, atteinte le 25 juillet 2019 ; la température minimale est de −18,6 °C, atteinte le 24 décembre 2001,,. 
Les paramètres climatiques de la commune ont été estimés pour le milieu du siècle (2041-2070) selon différents scénarios d'émission de gaz à effet de serre à partir des nouvelles projections climatiques de référence DRIAS-2020. Ils sont consultables sur un site spécial publié par Météo-France en novembre 2022.

## Urbanisme

### Typologie
Au 1er janvier 2024, Schweyen est catégorisée commune rurale à habitat dispersé, selon la nouvelle grille communale de densité à sept niveaux définie par l'Insee en 2022.
Elle est située hors unité urbaine et hors attraction des villes,.

### Occupation des sols
L'occupation des sols de la commune, telle qu'elle ressort de la base de données européenne d’occupation biophysique des sols Corine Land Cover (CLC), est marquée par l'importance des territoires agricoles (80,3 % en 2018), une proportion sensiblement équivalente à celle de 1990 (81 %). La répartition détaillée en 2018 est la suivante : 
terres arables (52,2 %), prairies (17,1 %), forêts (16,3 %), zones agricoles hétérogènes (11 %), zones urbanisées (3,4 %). L'évolution de l’occupation des sols de la commune et de ses infrastructures peut être observée sur les différentes représentations cartographiques du territoire : la carte de Cassini (XVIIIe siècle), la carte d'état-major (1820-1866) et les cartes ou photos aériennes de l'IGN pour la période actuelle (1950 à aujourd'hui).

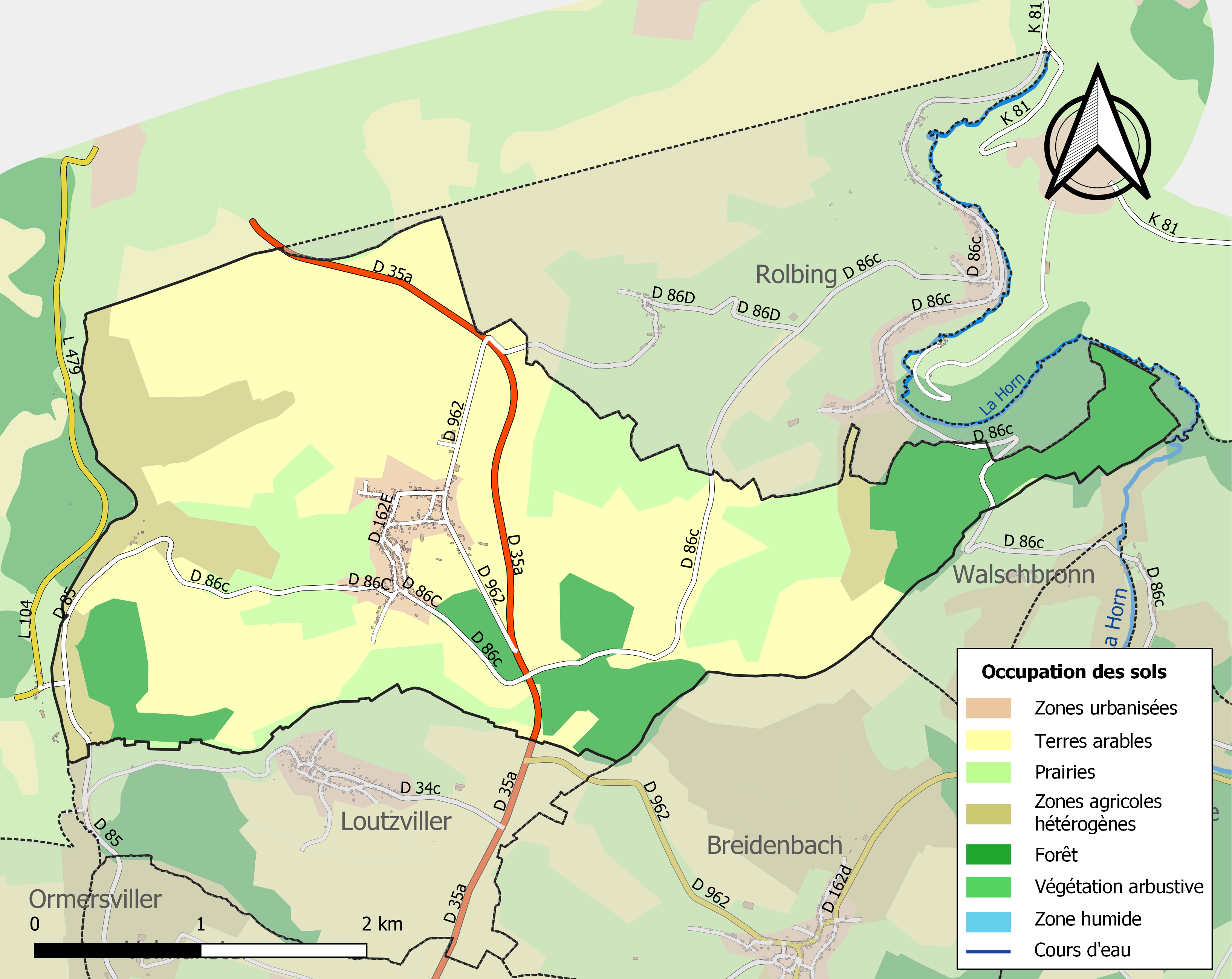
Carte des infrastructures et de l'occupation des sols de la commune en 2018 (CLC).

Commune couverte par le Règlement national d'urbanisme.

## Toponymie
- Schweien (1322), Schweyen (1355), Schweigen (1594), Schwyen (1751), Schweigen (1755), Schuveijen et Schuvezing (1756), Schweyen et  Schueyen (1771), Schveyen (1793), Schweyen (1801), Schweygen (carte Cassini).
- Schweije[27] ou Schweie en francique lorrain.

## Histoire
Vue du village en 1932.
Des tumuli et plusieurs habitats gallo-romains témoignent de l'ancienneté de ce site, mentionné en 1322 sous la forme Schweien, du vieil allemand Schweiga, le troupeau de bovins. De ce passé, le village a conservé sa vocation essentiellement agricole. Fief des Lichtenberg depuis le XIVe siècle, ce qui explique l'introduction de la Réforme protestante de 1569 à 1599, le village est l'objet de vives contestations entre les descendants de cette famille et le duc de Lorraine aux XVe siècle et XVIe siècle et il faudra attendre le traité de 1606 pour qu'il fasse retour à la Lorraine.
Du point de vue spirituel, Schweyen a été succursale de la paroisse de Loutzviller, dans l'archiprêtré de Volmunster jusqu'en 1899. Du point de vue administratif, le village a été commune de l'éphémère canton de Breidenbach de 1790 à 1801 puis a été rattaché à Loutzviller dans celui de Volmunster. Depuis 1886, Schweyen est à nouveau une commune indépendante.

## Politique et administration
| Période                                  | Période   | Identité         | Étiquette | Qualité             |
| ---------------------------------------- | --------- | ---------------- | --------- | ------------------- |
| Les données manquantes sont à compléter. |           |                  |           |                     |
| mars 1995                                | mars 2001 | Gabriel Buchheit |           |                     |
| mars 2001                                | mars 2014 | Bruno Meyer      |           |                     |
| mars 2014                                | mars 2020 | Joël Schwartz    |           |                     |
| mars 2020                                | En cours  | Cathia Heim      |           | Employé de commerce |

### Budget et fiscalité 2023
En 2023, le budget de la commune était constitué ainsi :
- total des produits de fonctionnement : 268 000 €, soit 851 € par habitant ;
- total des charges de fonctionnement : 231 000 €, soit 734 € par habitant ;
- total des ressources d'investissement : 60 000 €, soit 190 € par habitant ;
- total des emplois d'investissement : 111 000 €, soit 354 € par habitant ;
- endettement : 99 000 €, soit 313 € par habitant.

Avec les taux de fiscalité suivants :
- taxe d'habitation : 11,15 % ;
- taxe foncière sur les propriétés bâties : 26,46 % ;
- taxe foncière sur les propriétés non bâties : 56,61 % ;
- taxe additionnelle à la taxe foncière sur les propriétés non bâties : 0,00 % ;
- cotisation foncière des entreprises : 0,00 %.

Chiffres clés Revenus et pauvreté des ménages en 2021 : médiane en 2021 du revenu disponible, par unité de consommation : 28 530 €.

## Population et société

### Démographie

#### Évolution démographique
L'évolution du nombre d'habitants est connue à travers les recensements de la population effectués dans la commune depuis 1793. Pour les communes de moins de 10 000 habitants, une enquête de recensement portant sur toute la population est réalisée tous les cinq ans, les populations de référence des années intermédiaires étant quant à elles estimées par interpolation ou extrapolation. Pour la commune, le premier recensement exhaustif entrant dans le cadre du nouveau dispositif a été réalisé en 2006.

En 2022, la commune comptait 319 habitants, en évolution de +0,63 % par rapport à 2016 (Moselle : +0,52 %, France hors Mayotte : +2,11 %).
| 1793 | 1800 | 1806 | 1885 | 1890 | 1895 | 1900 | 1905 | 1910 |
| ---- | ---- | ---- | ---- | ---- | ---- | ---- | ---- | ---- |
| 357  | 227  | 308  | 427  | 404  | 406  | 418  | 412  | 468  |

| 1921 | 1926 | 1931 | 1936 | 1946 | 1954 | 1962 | 1968 | 1975 |
| ---- | ---- | ---- | ---- | ---- | ---- | ---- | ---- | ---- |
| 481  | 479  | 448  | 447  | 279  | 341  | 334  | 313  | 289  |

| 1982 | 1990 | 1999 | 2006 | 2011 | 2016 | 2021 | 2022 | - |
| ---- | ---- | ---- | ---- | ---- | ---- | ---- | ---- | - |
| 300  | 306  | 311  | 316  | 313  | 317  | 314  | 319  | - |

La population a oscillé au fil des années, passant de 227 habitants en 1801 à 418 en 1900. Au recensement de 1982, elle n'en comptait plus que 300, la guerre ayant entraîné une chute démographique. Cependant ces dernières années du fait de sa grande proximité avec Deux-Ponts (environ 30 000 hab), Schweyen se développe malgré sa situation géographique très enclavée  (Pays de Bitche) qui se situe à plus d'une heure des grandes villes de l'Est (Metz, Strasbourg ou Nancy)
Entre 1813 et 1886, le village de Schweyen appartenait à la commune de Loutzviller.

### Enseignement
Établissements d'enseignements :
- Écoles maternelles à Waldhouse, Volmunster, Epping, Liederschiedt,
- Écoles primaires à Volmunster, Waldhouse, Epping, Schorbach,  Hottviller,
- Collèges à Bitche, Rohrbach-lès-Bitche, Lemberg,
- Lycées à Bitche, Éguelshardt, Sarreguemines.

### Santé
Professionnels et établissements de santé :
- Médecins à Walschbronn, Volmunster, Bitche, Petit-Réderching, Rohrbach-lès-Bitche,
- Pharmacies à Volmunster, Bitche, Rohrbach-lès-Bitche, Lemberg,
- Hôpitaux à Bitche, Sarreguemines, Rouhling, Niederbronn-les-Bains, Sarralbe, Ingwiller.

### Cultes
- Culte catholique, Communauté de paroisses "Les Prairies de la Zorn"[37], Diocèse de Metz.

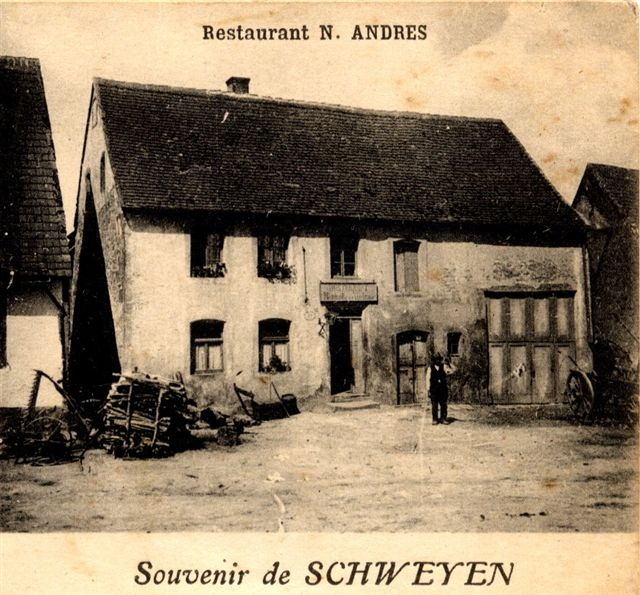
Restaurant Andres en 1932.

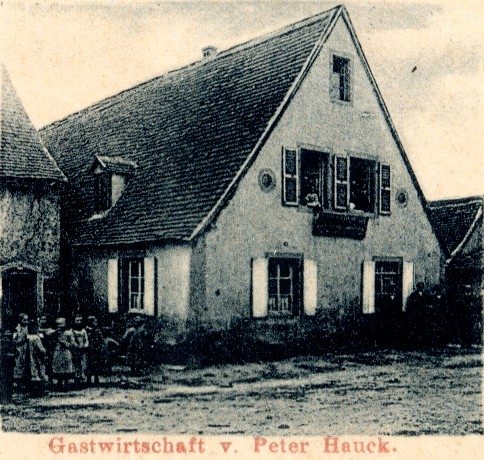
Commerce Hauck.

## Économie

### Entreprises et commerces

#### Agriculture
- Culture et élevage associés.
- Culture de céréales, de légumineuses et de graines oléagineuses.

#### Tourisme
- Hébergements à Bousseviller, Schorbach, Hottviller, Petit-Réderching, Bitche.
- Hôtels et restaurants à Volmunster.
- Gîte de France à Breidenbach.

#### Commerces
- Commerces et services locaux>.

## Culture locale et patrimoine

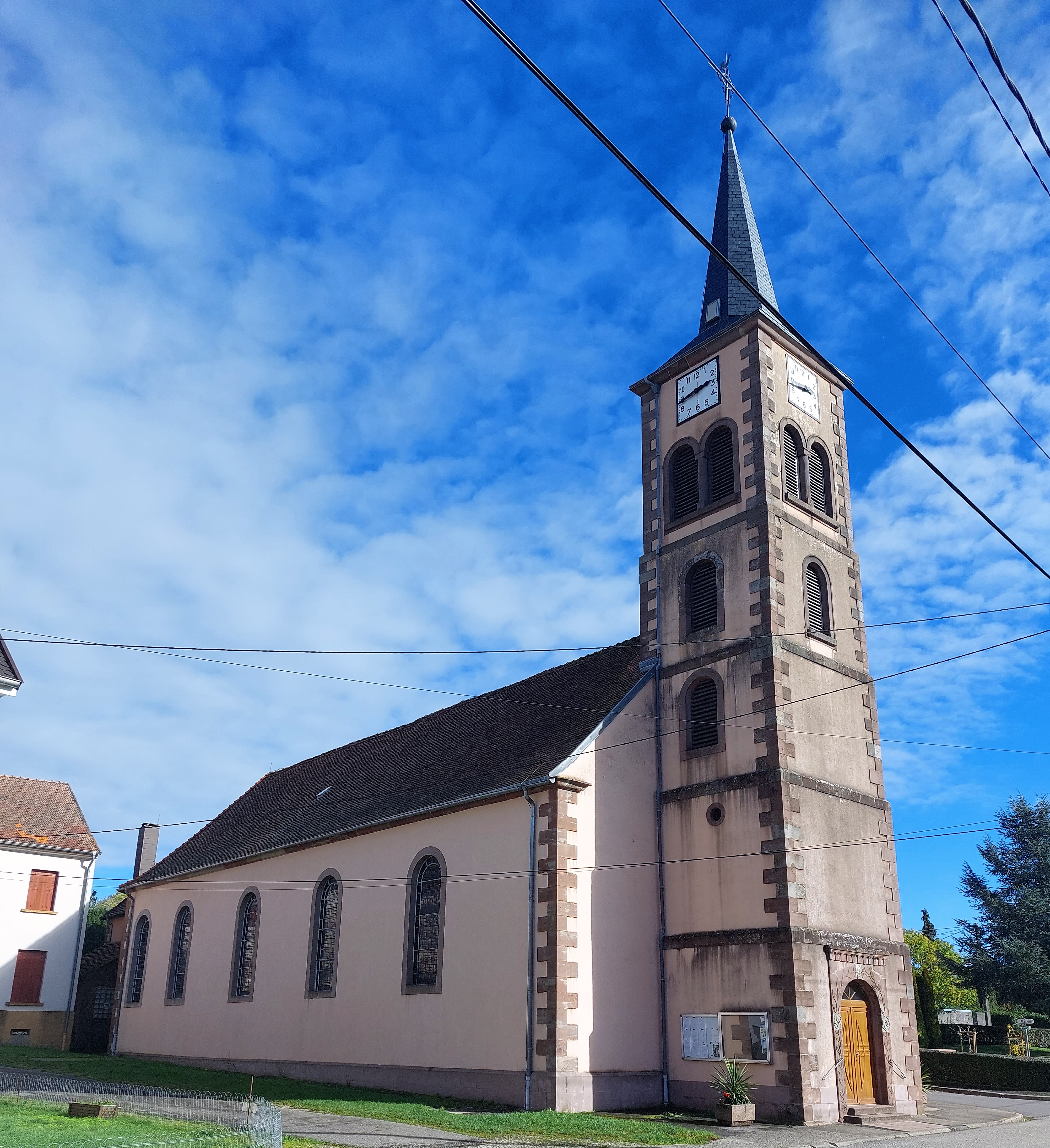
Église Saint-Wendelin.
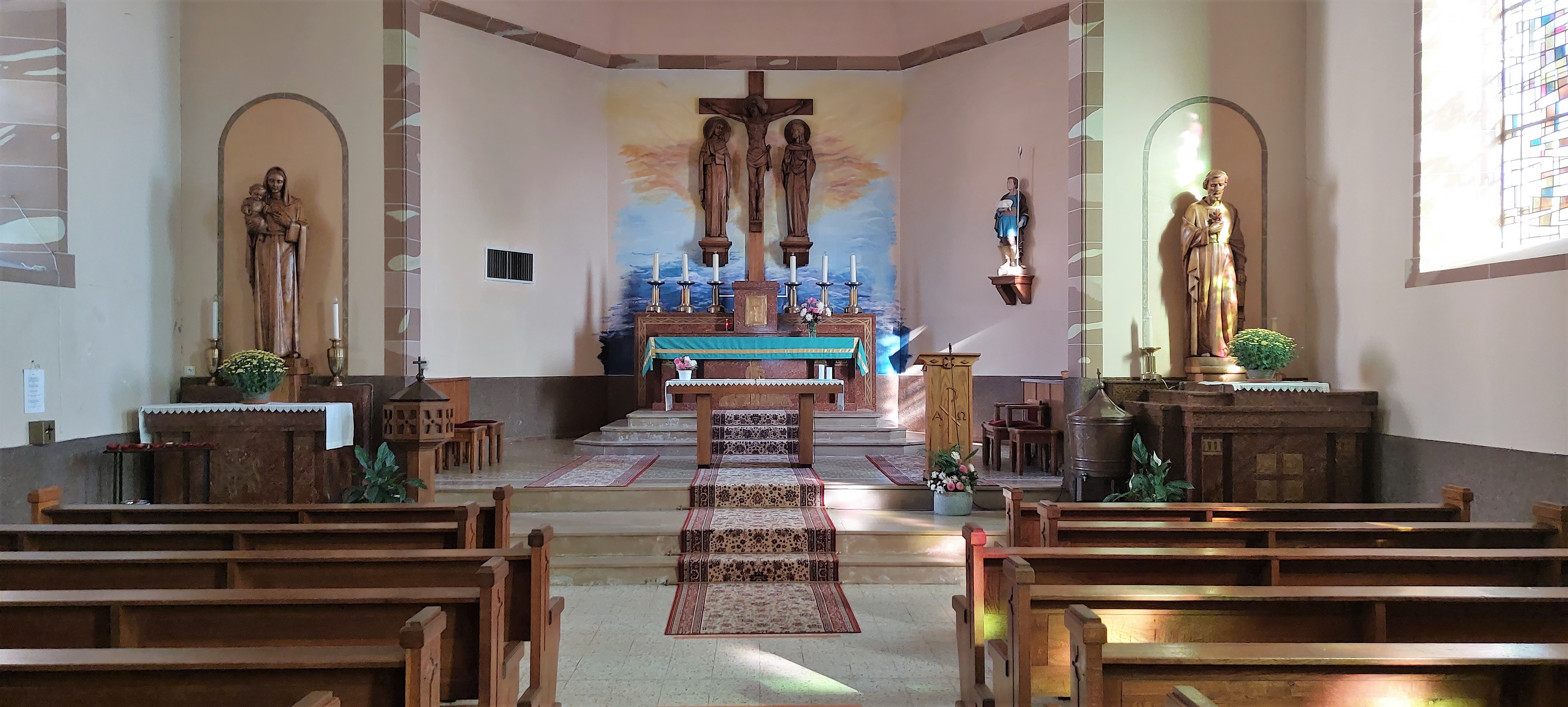
Chœur de l'église.
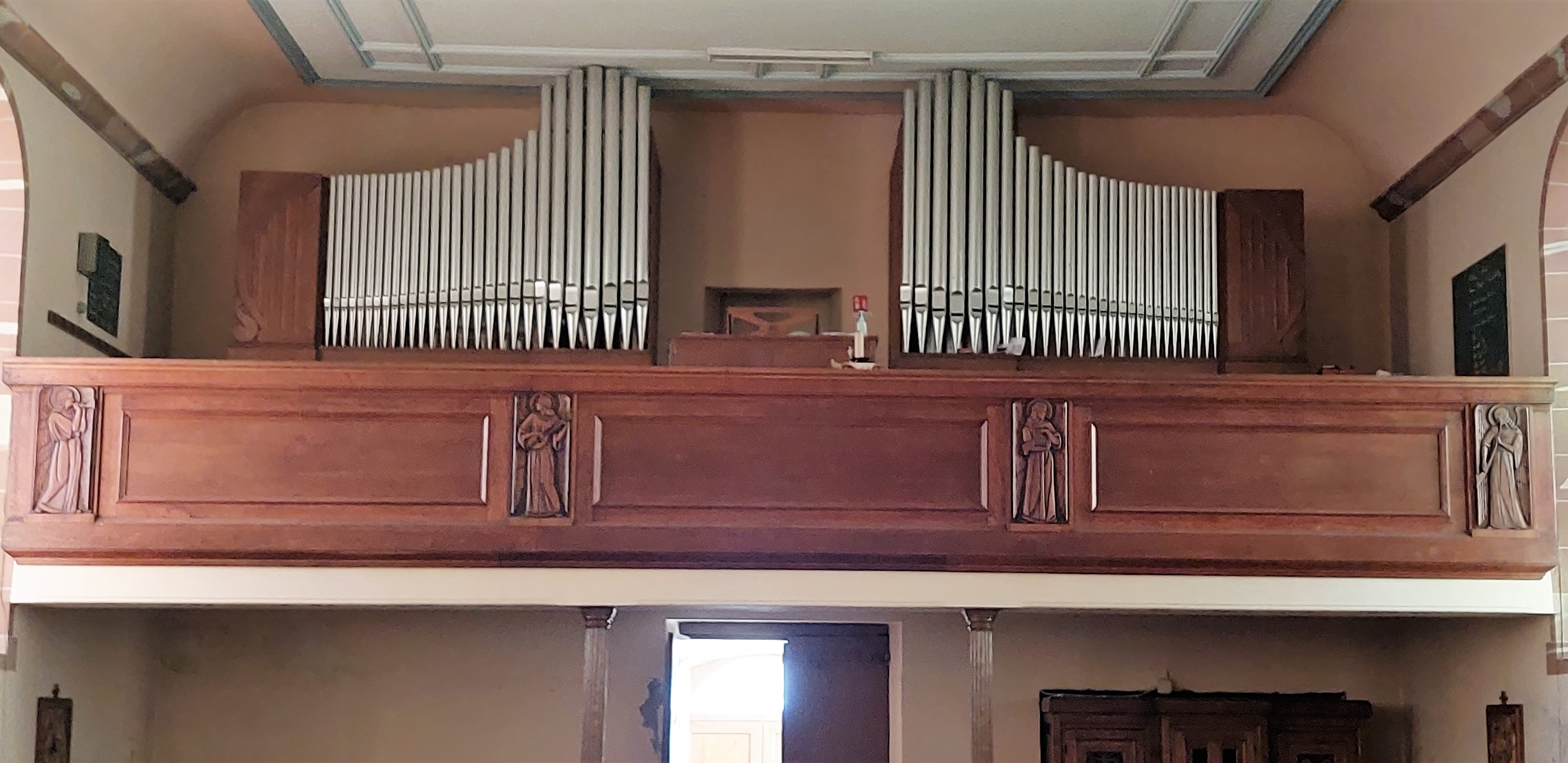
Orgue de l'église.
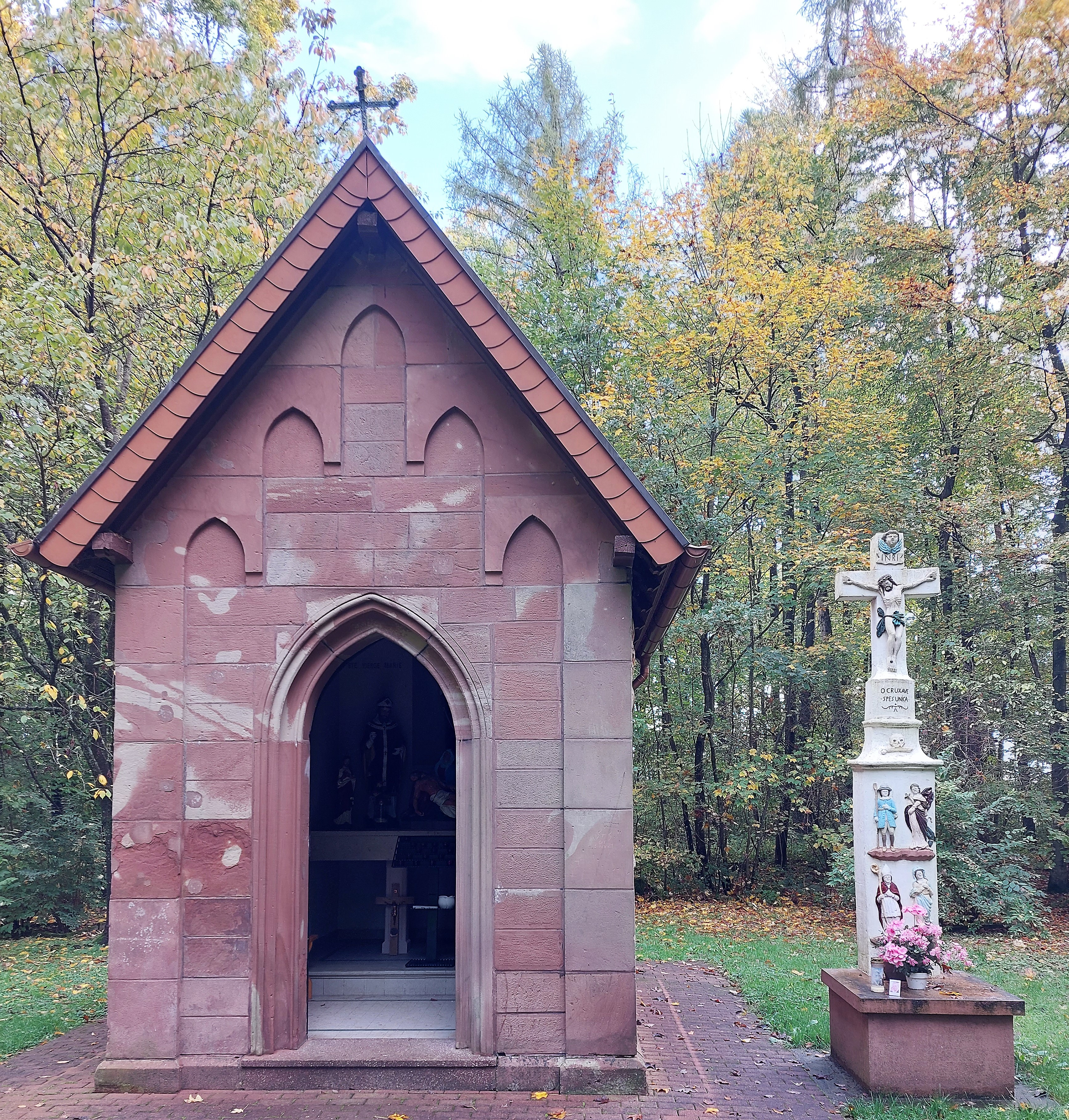
Chapelle des Saints.
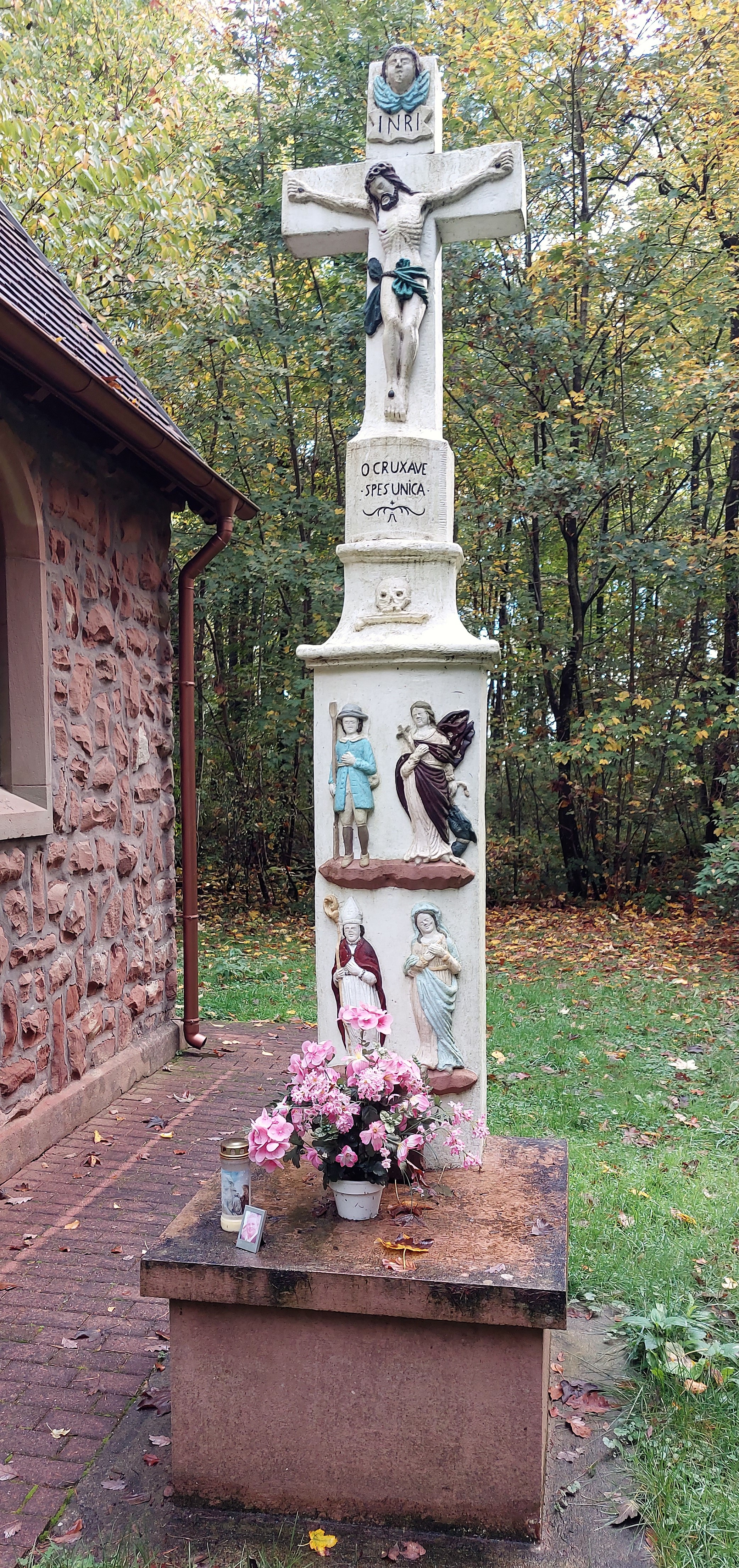
Calvaire chapelle des Saints.
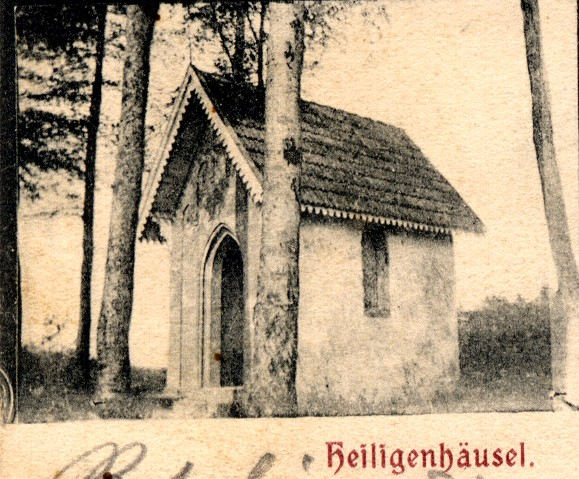
La chapelle des Saints en 1904.
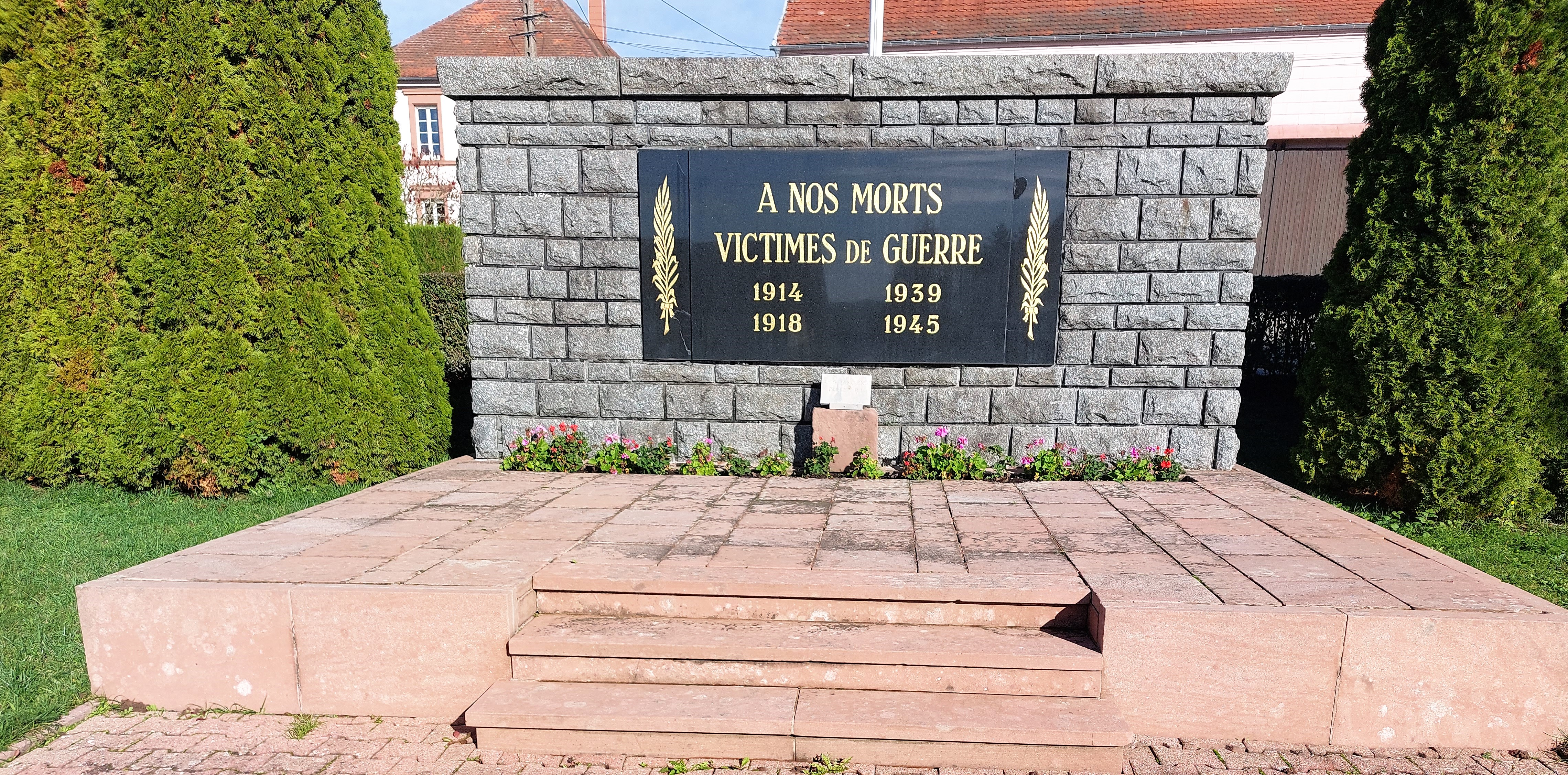
Monument aux morts.
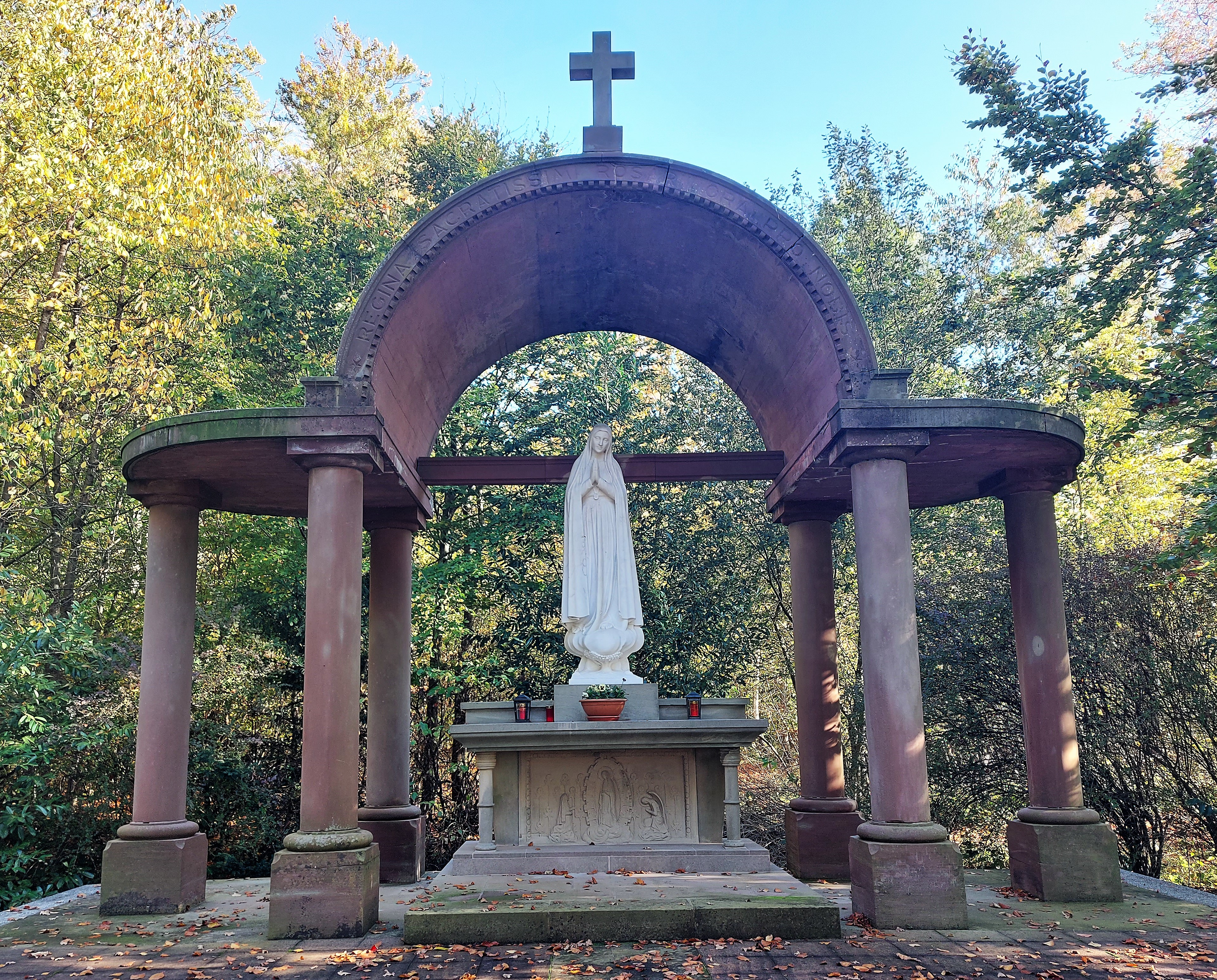
Statue de la Vierge-Marie.

### Lieux et monuments
- Église Saint-Wendelin[38].

Orgue Haerpfer-Erman (1955) - Léon Krier (1992) de l'église Saint-Wendelin.
- La chapelle Saint-Wendelin, édifiée en 1776[38].
- Calvaires et croix de chemin à Schweyen[40] :

Sur la route de Rolbing, au lieu-dit der Grosse Wald, une croix de chemin de la première décennie du XIXe siècle, se dresse à droite de la chapelle des Saints (Heiligenhäusel), à laquelle elle a sans doute donné son nom. Sur le fût galbé en plan sont représentés sur deux registres un saint évêque et la Vierge du calvaire, saint Wendelin et sainte Marguerite, tous les deux très vénérés à Schweyen. Le Christ porte un curieux perizonium noué en torsade.
Croix de chemin,,.
Croix monumentales,,,,
- Statue de la Vierge-Marie[51].
- Monument aux morts[52] : Conflits commémorés : Guerres 1914-1918 - 1939-1945.

### Personnalités liées à la commune
- Seigneurie de Lichtenberg.

### Héraldique
| Blason de Schweyen | Blason  | De gueules à trois chevrons d'or, accompagnés de trois tours du même. |
| Blason de Schweyen | Détails | Le statut officiel du blason reste à déterminer.                      |